# Radical 123
Le radical 123, qui signifie le mouton, est un des 29 des 214 radicaux chinois répertoriés dans le dictionnaire de Kangxi composés de six traits.
Le caractère Unicode de 羊 est 7F8A.

## Caractères avec le radical 123
| nombre de traits          | caractères              |
| ------------------------- | ----------------------- |
| Sans trait supplémentaire | 羊                      |
| 1 traits supplémentaires  | 羋                      |
| 2 traits supplémentaires  | 羌                      |
| 3 traits supplémentaires  | 羍 美 羏 羐 羑          |
| 4 traits supplémentaires  | 羒 羓 羔 羕 羖 羗 羘 羙 |
| 5 traits supplémentaires  | 羚 羛 羜 羝 羞 羟       |
| 6 traits supplémentaires  | 羠 羡 羢                |
| 7 traits supplémentaires  | 羣 群 羥 羦 羧 羨 義 羪 |
| 8 traits supplémentaires  | 羫                      |
| 9 traits supplémentaires  | 羬 羭 羮 羯 羰          |
| 10 traits supplémentaires | 羱 羲                   |
| 12 traits supplémentaires | 羳 羴 羵                |
| 13 traits supplémentaires | 羶 羷 羸 羹             |
| 14 traits supplémentaires | 羺                      |
| 15 traits supplémentaires | 羻 羼                   |